# Tipula subcunctans
Tipula subcunctans är en tvåvingeart som beskrevs av Alexander 1921. Tipula subcunctans ingår i släktet Tipula och familjen storharkrankar. Arten är reproducerande i Sverige. Inga underarter finns listade i Catalogue of Life.